# Victoria (mytologi)
 For alternative betydninger, se Victoria. (Se også artikler, som begynder med Victoria)
Victoria var i Romerriget personifikation af sejren, dyrket som gudinde, ligesom grækernes Nike.
En gammel helligdom fandtes på Palatinerhøjen i Rom. Mod slutningen af 3. århundrede f.Kr. tilkom den oprindelig græske skik at opstille statuer af sejrsgudinden, mest på Kapitol.
Der fejredes forskellige fester for Victoria, og hun blev gradvis det mest grundlæggende hedenske symbol for Romerriget. Dio Cassius beskriver hendes alter i den fjerneste ende af det romerske senat, med den forgyldte statue af den bevingede sejrsgudinde, sat der af den første kejser, Augustus, i 29 f.Kr for at fejre sejren over Kleopatra og Markus Antonius i søslaget ved Actium, og dekoreret med krigsbytte fra Egypten. Senatorer brændte traditionelt røgelse og ofrede drikofre foran alteret. Det var også her, de aflagde loyalitetseden ved en ny kejsers tiltrædelse. Sejrsgudinden var et symbol på selve Rom og ofte afbildet på romerske mønter. I de kristnes øjne var der intet, som i større grad repræsenterede den hedenske tid, de ønskede at blive af med. Under kejser Gratian blev Victorias alter fjernet fra Forum. Da en delegation af senatorer ville bønfalde ham om at sætte det tilbage, nægtede han at modtage dem. Da Alariks visigotere havde hjulpet Theodosius den Store til sejr og til at blive enekonge, lagde hans hærfører Stilicho (kristen, med romersk mor og vandalsk far) statuens smykker om halsen på sin romerske hustru.
Talrige andre fremstillinger viser Victoria snart kørende på triumfvogn, som fx en quadriga, snart svævende, siddende ved et krigstrofæ eller stående på en kugle. Hendes attribut er palmegrenen.